# Free On-line Dictionary of Computing
Il Free On-line Dictionary of Computing (FOLDOC) è un dizionario enciclopedico wiki gratuito online incentrato su tutti gli aspetti legati all'informatica. 
Venne fondato nel 1985 da Denis Howe, inizialmente per uso personale, e dagli anni '90 è ospitato dall'Imperial College di Londra. Howe all'inizio del progetto ha svolto la funzione di capo redattore del dizionario. FOLDOC è distribuito sotto GNU Free Documentation License.

## Contenuti
Contiene le definizioni relative a:
- acronimi
- gergo informatico
- linguaggi di programmazione
- strumenti
- architetture
- sistemi operativi
- reti
- teoria
- matematica
- telecomunicazioni
- istituzioni
- compagnie
- progetti
- prodotti
- storia
- e tutto ciò che ha a che vedere con l'informatica e i computer.

## Storia
Il dizionario è nato nel 1985, quando il suo creatore, Denis Howe, ha iniziato a compilarlo copiando le prime definizioni da alcune riviste per uso personale. Howe arrivò all'Imperial College nel 1990, dove lo pubblicò su un server FTP anonimo, pubblicizzandolo su Usenet, e lo arricchì con altre fonti trovate in rete, come il Jargon File. Creò poi un server Gopher, per permettere di cercare termini online piuttosto che dover scaricare tutto. Infine il dizionario arrivò sul World Wide Web intorno a marzo 1994.